# 符合教規的食物 (猶太教)

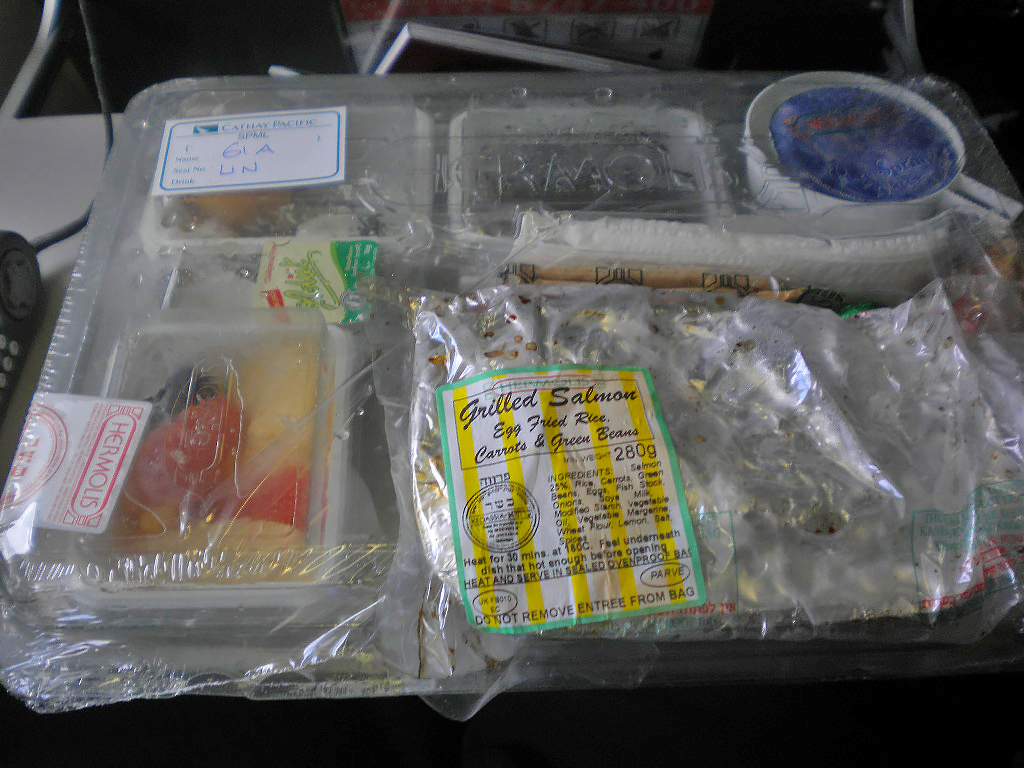
犹太教飞机餐一般经双层密封处理防止污染，外层包装标有洁食认证标志

符合猶太教教規的食物（希伯來語：כָּשֵׁר，國際音標：[kaˈʃeʁ]），在当代中国犹太社团中普遍音意译为可食、洁食或寇修，是符合犹太教饮食规定（科谢鲁特）的食材，含「潔淨、完整、無瑕」之意。相關規定除了限制了可食動物的種類外，其屠宰及烹調方式亦受影響。

## 植物

### 純素食
「園中各樣樹上的果子，你可以隨意吃，只是分別善惡樹上的果子，你不可吃，因為你吃的日子必定死。」（創2：16-17）
如創世紀所言，對於廣義的蔬果雜糧，目前只要是人類所能種出來的農作物，都不會遇到問題，唯一要注意的是休息日與烹調時間，其他就沒有任何前置要求或是限制，而且按照規定蔬食也是允許搭配蛋奶素的，使得很多猶太人以蛋白性素食為主。
基於塔木德和邁蒙尼德等拉比的對相關誡命的解釋，少部分正統派猶太教徒嚴格食用植物素食，不食用奶和肉。部分改革派猶太教徒基於現代素食運動對猶太教傳統做出新解釋，也不食用奶和肉。
基於塔木德、邁蒙尼德及艾薩克·盧里亞（Isaac Luria）等拉比的對相關誡命的解釋，部分地區的正統派猶太教徒只食用植物素食、乳製品和有鱗有鰭的魚類，不食用除有鱗有鰭魚類以外的肉類。例如，敘利亞猶太社區（在19世紀末期被迫遷至以色列-巴勒斯坦地區）、部分東歐猶太社區、以及近代皈依猶太教的安第斯克丘亞原住民社區中，存在這樣的特色習俗。在這些社區發展出豐富的奶製品和魚類菜餚。

## 不可食的動物
在舊約聖經利未記第十一章紀錄了各種可食與不可食的動物名單。名單首先把動物分成「潔淨」與「不潔淨」（希伯來語：טְרֵפָה）兩類。後者不但不可食用，亦不可接觸其屍體，甚至連氣味都不能接觸，否則直到晚上均屬不潔，並須洗滌衣服。如落入器物中，要麼清洗直到隔天，要麼打碎（僅限陶器）。受屍體污染的水乃禁忌中的禁忌。
注意：決定某些動物是否可食，不同派別有不同看法。另一方面，理論上某些動物雖可食用，但猶太人並沒有食用的習慣，例如鳴禽。

### 獸類
「凡走獸中偶蹄，有趾及反芻的，你們都可以吃。」（利11：3）
具體而言，牛、羊、鹿為可食的獸類（申命紀14：4-6）。而駱駝、貍貓、兔子和豬，不符合上述條件，是「不潔」而不可食。

### 海產
「凡是水中有鰭有鱗的，不論是海裡的，或河裡的，都可以吃」（利11：9）
按此規則，只有大部份的魚類可以食用（無鱗片的鯊魚、鰻魚、鯰魚等除外），而一切貝類、蝦蟹類、甲殼類、頭足類及其他水生軟體動物都不可食用。

### 禽鳥
名單上只具體列出不可食的種類，而非指明判斷食用的標準。
食肉或食腐的猛禽、烏鴉、鴕鳥、夜鷹、戴勝和蝙蝠之類，以及雞、鴨、鵝以外的水鳥皆屬禁食範圍。（利11：13-19）

### 爬行動物
「這些是與你們不潔淨的，地上爬物與你們不潔淨的乃是這些：鼬鼠、鼫鼠、蜥蜴與其類；
壁虎、龍子、守宮、蛇醫、蝘蜓。」（利未記11:29-30）
名單以外其他全部皆可食。

### 昆蟲
「凡是有翅，四足爬行的昆蟲，都是你們所當憎惡的；但在有翅，四足爬行的昆蟲中，凡有腳以外，還有大腿，在地上能跳的，你們可以吃。你們可吃的是：飛蝗之類，蚱蜢之類，蟋蟀之類和螽斯之類。其他凡有翅，四足爬行的昆蟲，都是你們所當憎惡的。」（利11：20-23）

### 特殊情況和爭議
- 蜂蜜（雖然蜜蜂因不能跳而不合教規，但蜂蜜並非由蜜蜂自身生產，故屬合法食物。駱駝奶或鴕鳥蛋則不合教規）
- 魚膠粉
- 鱘魚、劍魚（長大後鱗片消失）

## 預備食物

### 收割
符合猶太教規的農田及其產物，須注意三大事項：
1. 農家符合每七日中休息一日之規定（安息日）；
2. 土地符合每七年中休耕一年之規定（安息年），甚至每五十年休耕一年之規定（禧年）；
3. 產出不要藏有任何害蟲，否則入土銷毀。

### 屠宰
屠夫須以一刀割斷喉管，以減少動物死亡前的痛苦。而屠夫亦須信仰虔誠，守安息日，不但從技術，而是從信仰的基礎上知道不能讓動物受苦。事後亦要檢查屍身是否符合食用標準，然後再放血（創世紀9：4）及挑出坐骨神經（源自以色列與天使相搏被打瘸一事，參創32：33。是故猶太教舊稱「挑筋教」）。
所以猶太社區的專門肉食工廠會有駐場經師。

### 烹調
除上述所說，安息日不能開明火與下廚以外（部分人連微波爐與電磁灶也不許），還有一個非常重要的肉奶分離命令：
「不可用山羊羔母的奶煮山羊羔。」（申14：21）
對於肉乳相混，後來解釋時亦有在教會做出相應規範，而有關規定的嚴厲程度，在南歐猶太人、中東和東歐猶太人、卡扎人間各有不同，但大致可分為以下三批：
- 南歐猶太人

南歐猶太人（「塞法迪猶太人」或「舍法迪猶太人」）觀念中，哺乳動物的肉不可與同出一轍的奶，同食、同置、同烹（牛肉與牛奶、羊肉與羊奶等配搭皆不妥）；但換言之，無論牛奶／羊奶或牛肉／羊肉，不同品種的牛肉與羊奶、羊肉與牛奶是可以的，而配以其他肉食（非哺乳類動物之潔淨肉食，如雞肉魚肉）或植物同食、同置、同烹就更不受影響了。
- 中東和東歐猶太人

在中東猶太人（「米茲拉希猶太人」）和東歐猶太人（「阿什肯納茲猶太人」或「雅殊卡尼猶太人」）觀念中，其中一大禁忌是肉乳相混、共同烹煮或在同一餐食用（即禁止任何紅肉類與任何奶品接觸混合，此嚴格甚於南歐猶太人）；但魚及其他食物屬於中性（parave），仍不受影響。
除特殊情況外，食用奶品後肉類的相隔進食時間須相隔30分鐘到1小時，食用肉類後奶品的相隔進食時間須相隔4到6小時；理論上盛載過肉類的容器須待24小時後方能盛載奶品，而盛載過奶品的容器須待24小時（到晚上）後方能盛載肉類。但較為嚴格來說，信奉猶太教者一般乾脆把盛載肉類和奶品的容器分開使用。即兩套餐具，甚至有專門的餐廳分開使用。
- 卡扎人

最嚴，部份卡扎人更會指定在同一日只能吃一類肉食，即同一日內不能累積吃超過一類肉食。